# Schwarznuss

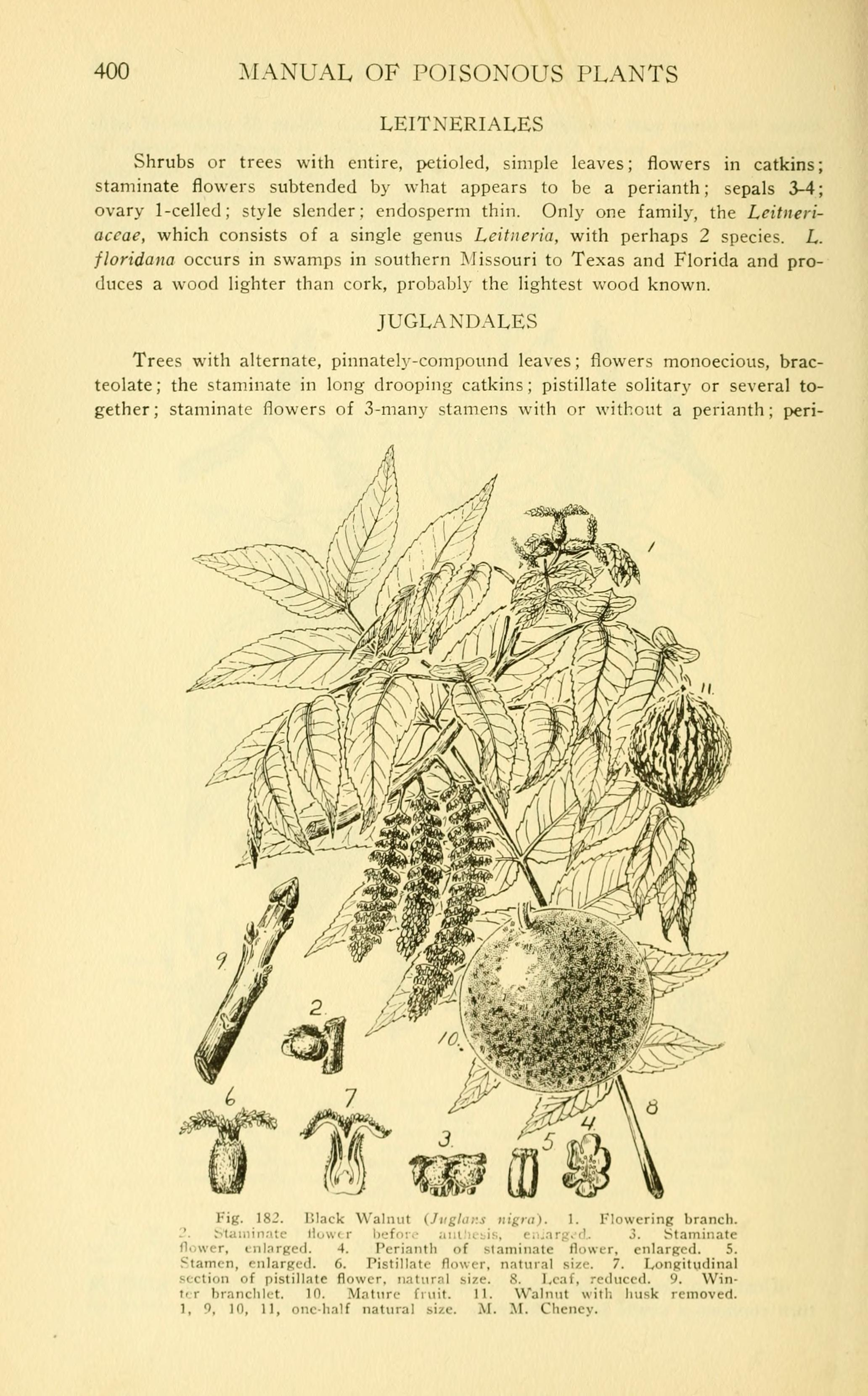
Illustration von Juglans nigra

Der Schwarznussbaum (Juglans nigra) ist eine Pflanzenart aus der Familie der Walnussgewächse (Juglandaceae). Die Schwarznuss wächst im östlichen Nordamerika und in Texas und dient dort als Lieferant von Nutzholz. Ihre Früchte sind essbar. In Europa wird er als Zierbaum oder als Unterlage zum Veredeln von Walnussbäumen verwendet.

## Beschreibung
Der Schwarznussbaum ist ein laubabwerfender 20 bis über 35 Meter hoher oder höherer Baum. Die Wachstumsgeschwindigkeit kann bis zu 1,13 Meter pro Jahr betragen. Der Stammdurchmesser kann gut 1–2,5 Meter erreichen. Die dicke Borke ist grau-braun und furchig.
Er besitzt unpaarig oder paarig gefiederte, gestielte, wechselständige Laubblätter mit je 12–22 oder mehr, eiförmigen bis -lanzettlichen, am Rand gesägten, unterseits fein weichhaarigen und kurz gestielten, zugespitzten Blättchen. Sie sind oberseits, außer auf der Mittelader, kahl, unterseits sind sie drüsenhaarig und schuppig. Die Blätter sind etwa 30–60 Zentimeter lang, die Blättchen etwa 6–15 Zentimeter. Die Nervatur ist gefiedert und oberseits mehr oder weniger eingeprägt. Die Herbstfärbung ist gelb.
Juglans nigra ist einhäusig gemischtgeschlechtlich monözisch und heterodichogam. Die männlichen Blüten stehen in hängenden, bis etwa 10 Zentimeter langen Kätzchen, die weiblichen in endständigen Gruppen (Ähren) bis zu fünft. Die gelb-grünlichen, eingeschlechtlichen Blüten sind mit einfacher Blütenhülle, die Kronblätter fehlen. Bei den weiblichen, sitzenden Blüten ist der unterständige Fruchtknoten mit den großen federigen Narben mit den fein drüsenhaarigen, mehrzipfligen Deck- und Perianthblättern (4 Sepalen) verwachsen. Bei den männlichen, fest sitzenden Blüten sind die Deckblätter und das Perianth zu einem mehrzipfligen, flachen Becher verwachsen, der die bis zu 40 sehr kleinen Staubblätter beinhaltet.
Die grüne bis gelb-bräunliche Frucht (Scheinfrucht) ist rundlich, feinwärzlich, fein drüsenhaarig und teils feinschuppig, sowie etwa 4–8 Zentimeter groß und mit Narbenresten an der Spitze. Die meist grob furchige bis rippige, braune bis dunkelbraune und rundliche bis ellipsoide, sehr harte, dickschalige sowie einsamige Nuss (Samen), mit vier Scheidewänden, ist 2,5–4 Zentimeter groß.
Die Chromosomenzahl beträgt 2n = 32.

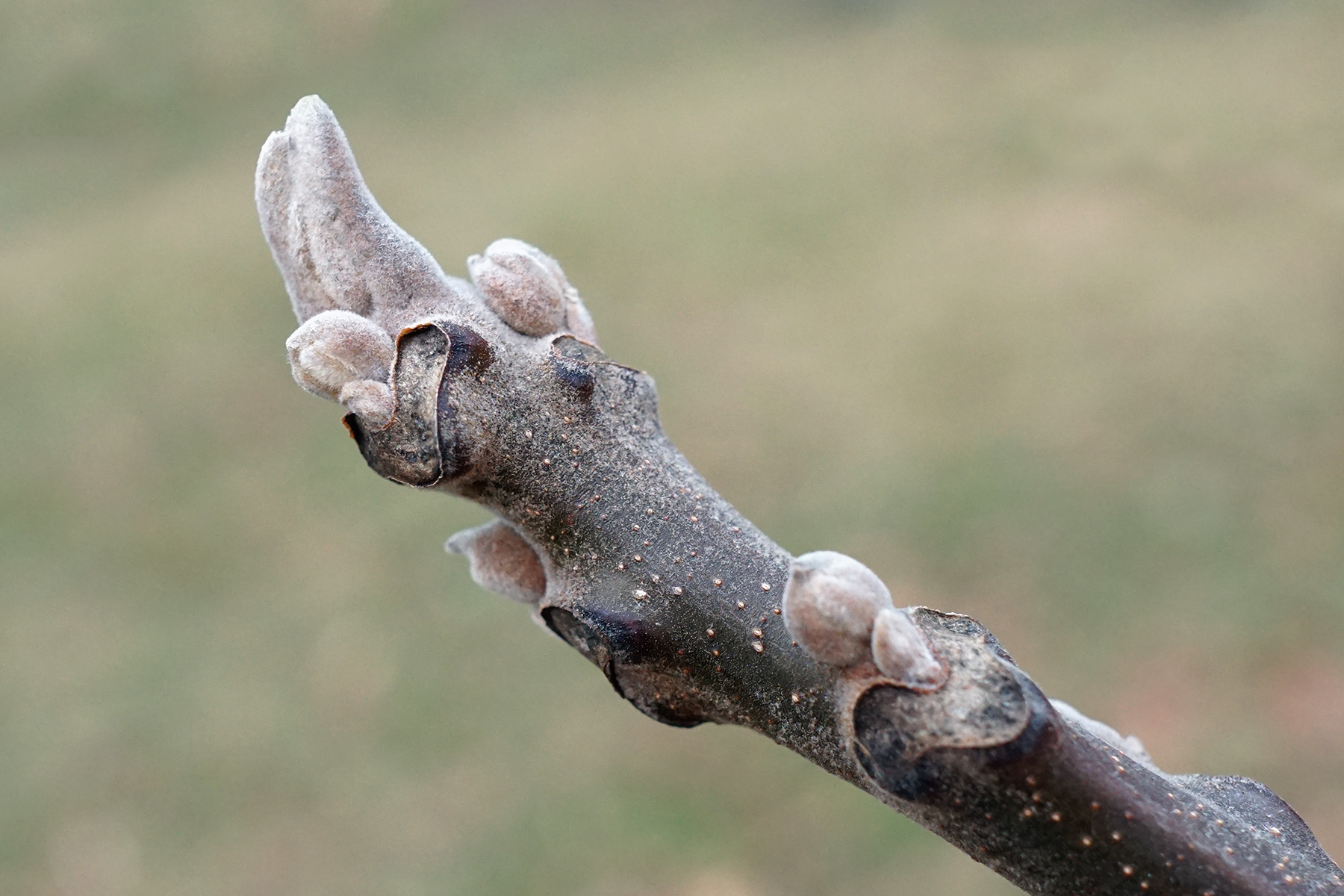
Knospen
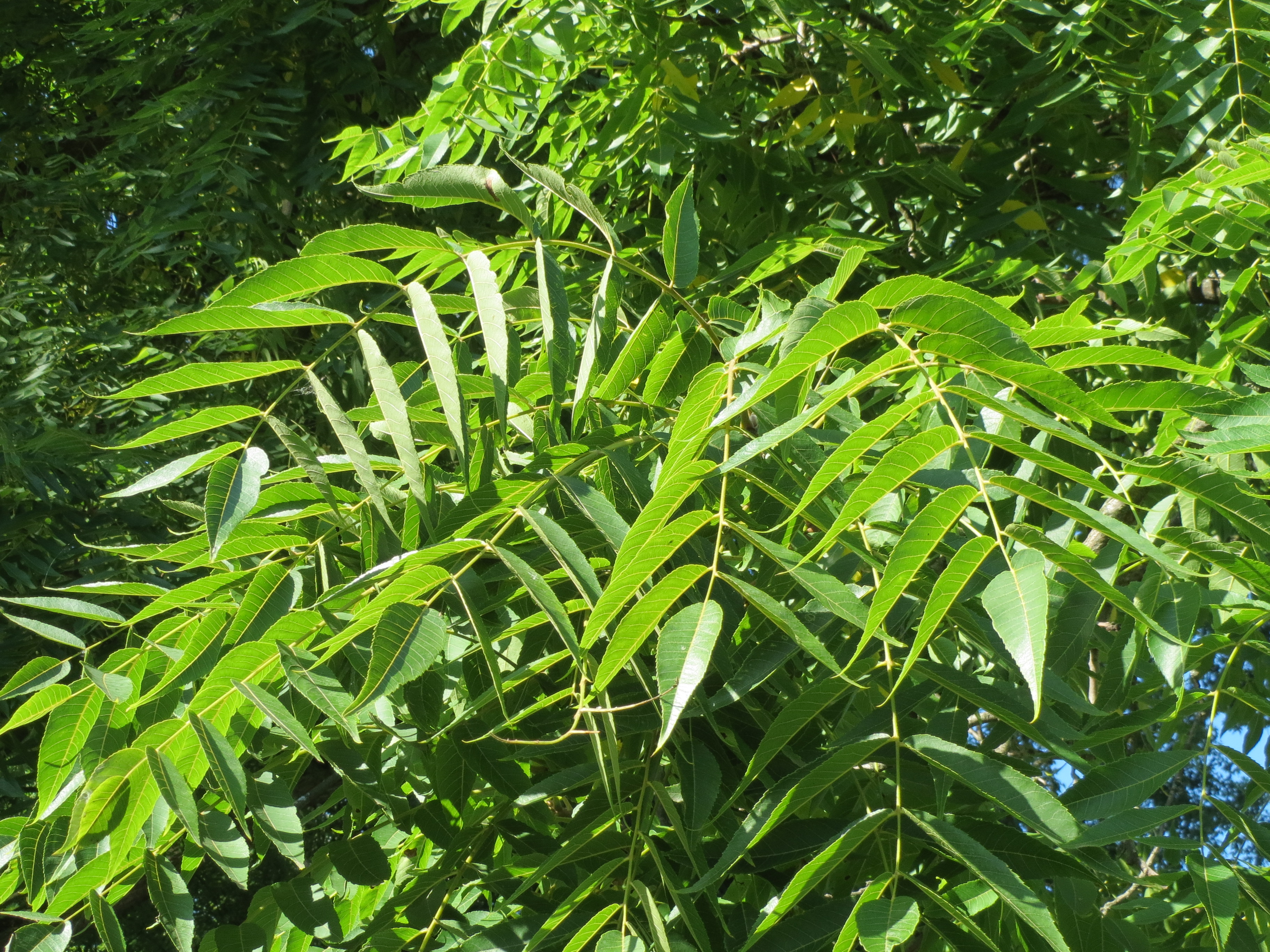
Blätter
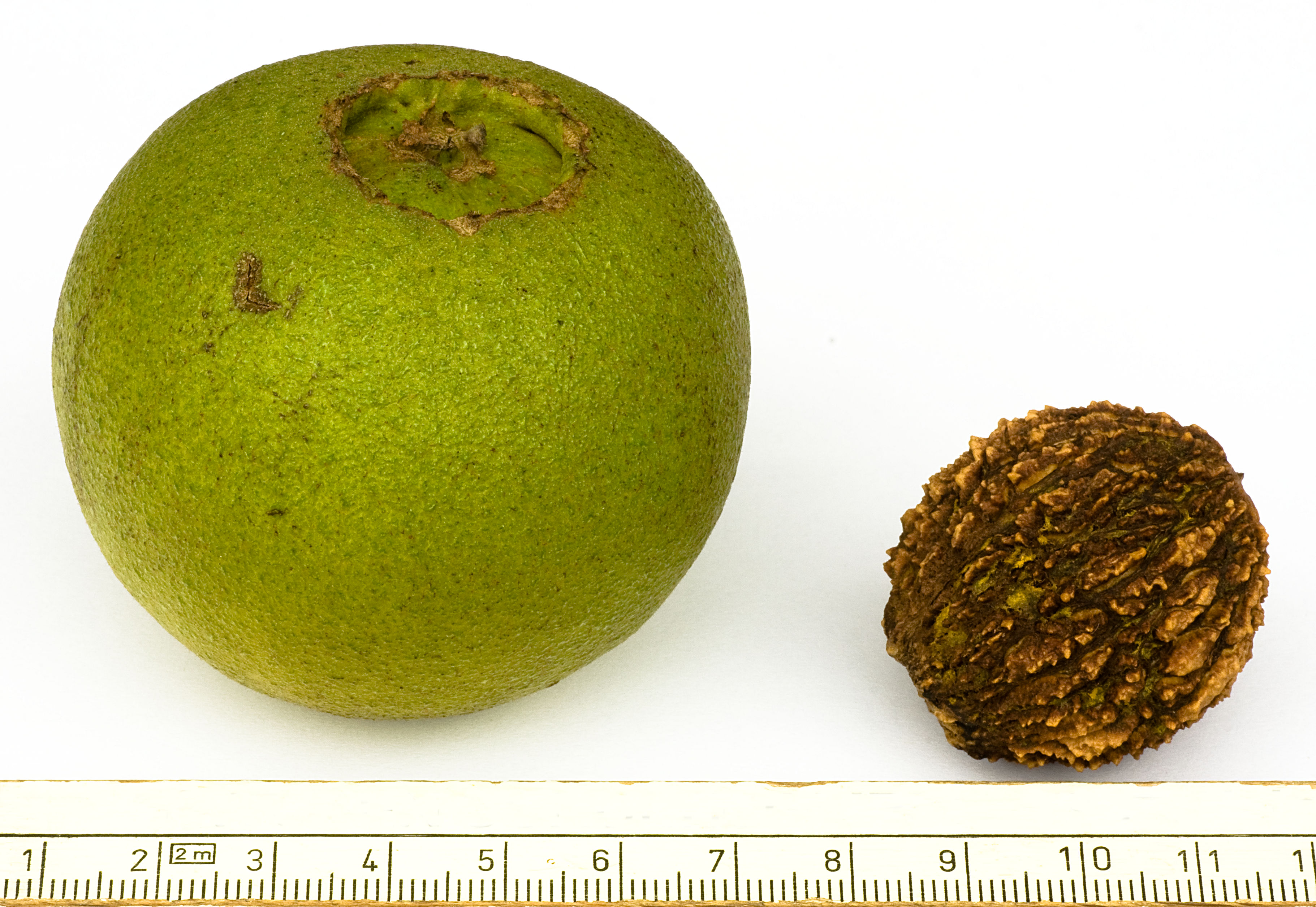
Frucht
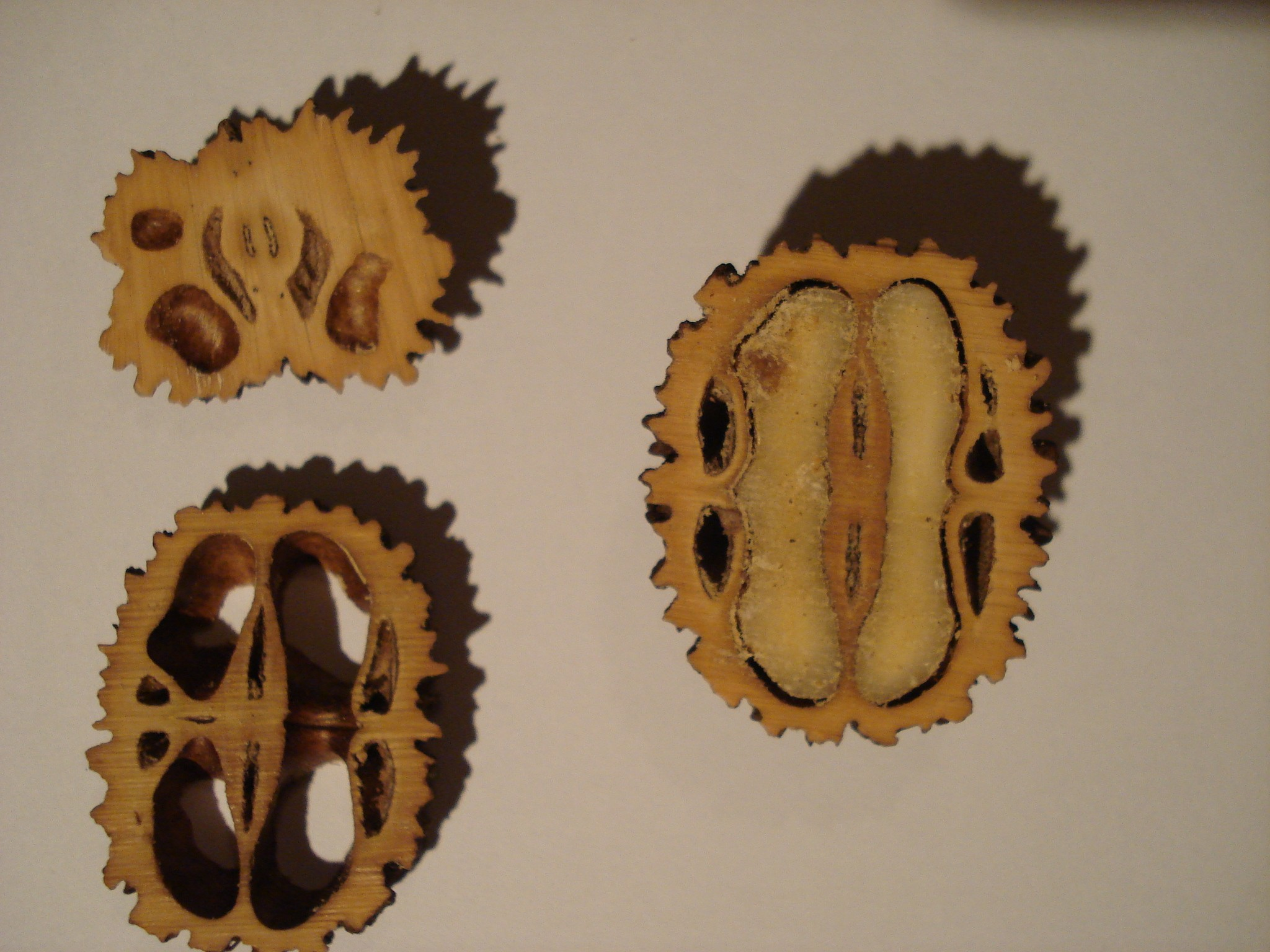
Nuss und Kern im Querschnitt
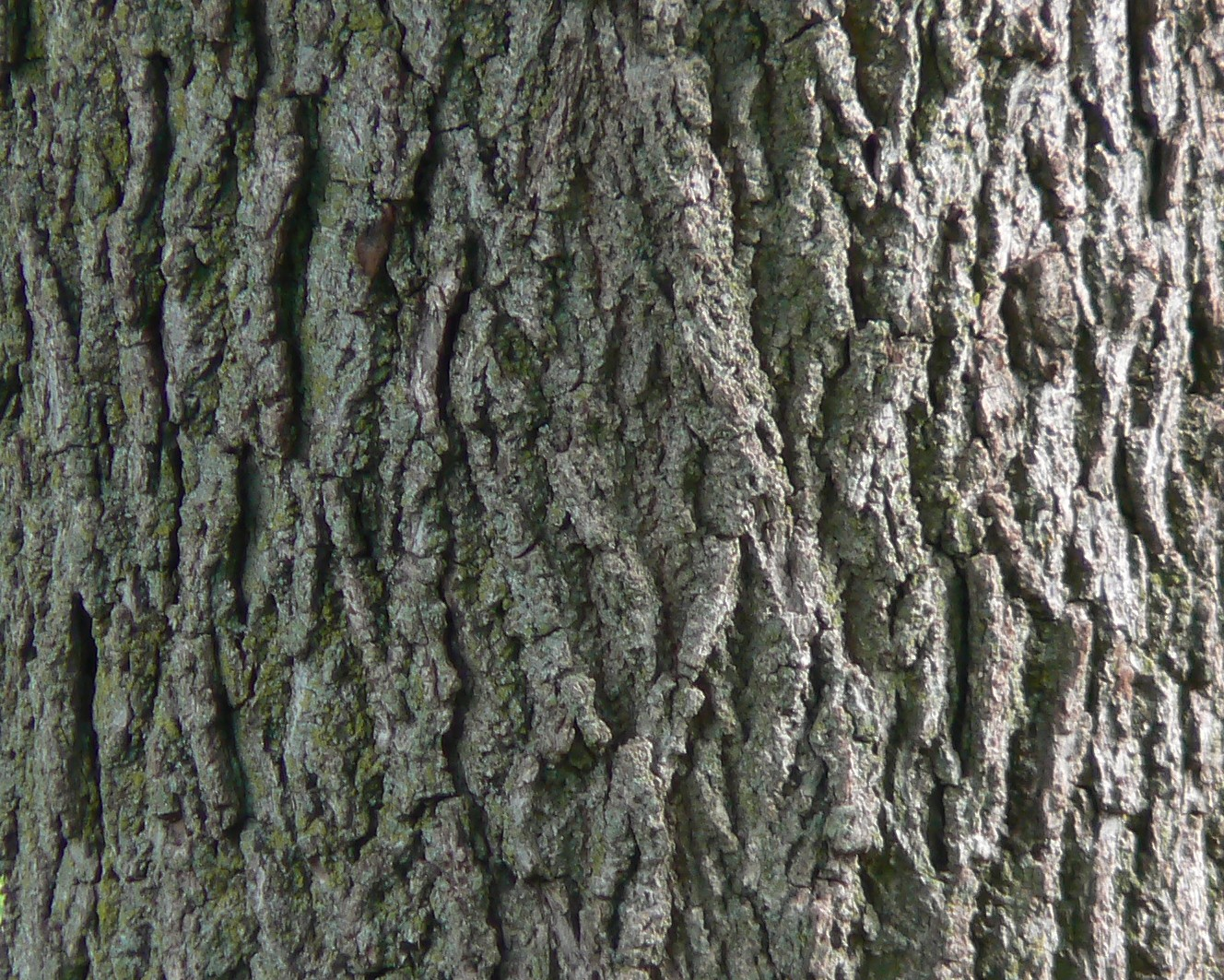
Borke

## Verbreitung

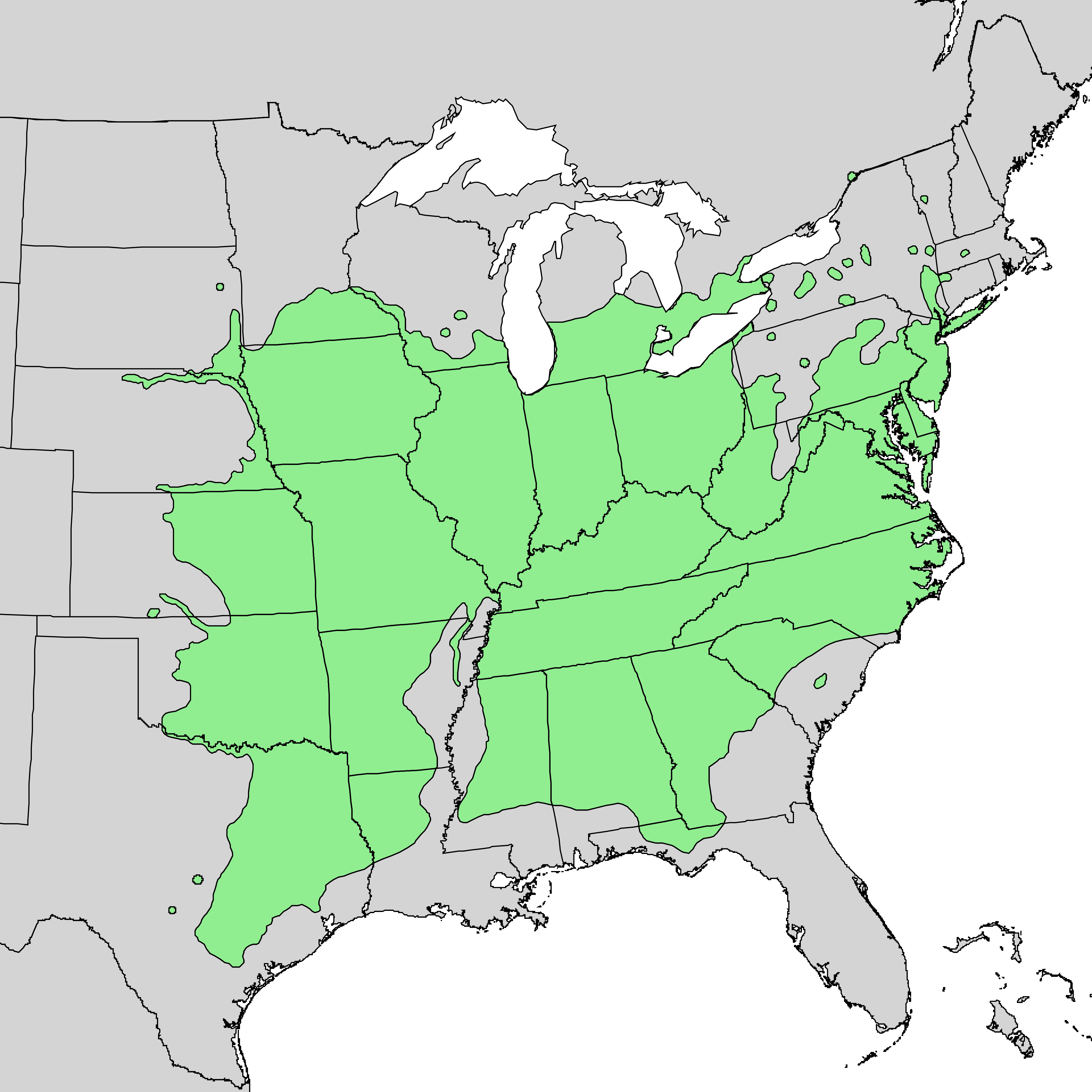
Natürliche Verbreitung des Schwarznussbaums in Nordamerika

Die Schwarznuss hat ihr natürliches Verbreitungsgebiet in der Osthälfte der USA. Um 1900 wurden Schwarznussbäume in den Auenwäldern von Rhein und Donau angesiedelt, heute bilden sie dort nennenswerte Bestände. Schwarznuss-Bäume werden in Mitteleuropa häufig von der Weißbeerigen Mistel befallen.

## Inhaltsstoffe
Die Schwarznuss enthält Polyphenole, Gerbstoffe, Naphthochinonfarbstoffe wie Juglon und Hydrojuglon-Glykosid, ätherisches Öl, Fettsäuren und Alkane.
Juglon bewirkt die Schwarzfärbung der absterbenden Pflanzenorgane, es hat eine phytotoxische Wirkung auf umstehende Pflanzen und ist auch für Fische, Parasiten und Pilze giftig.

## Verwendung

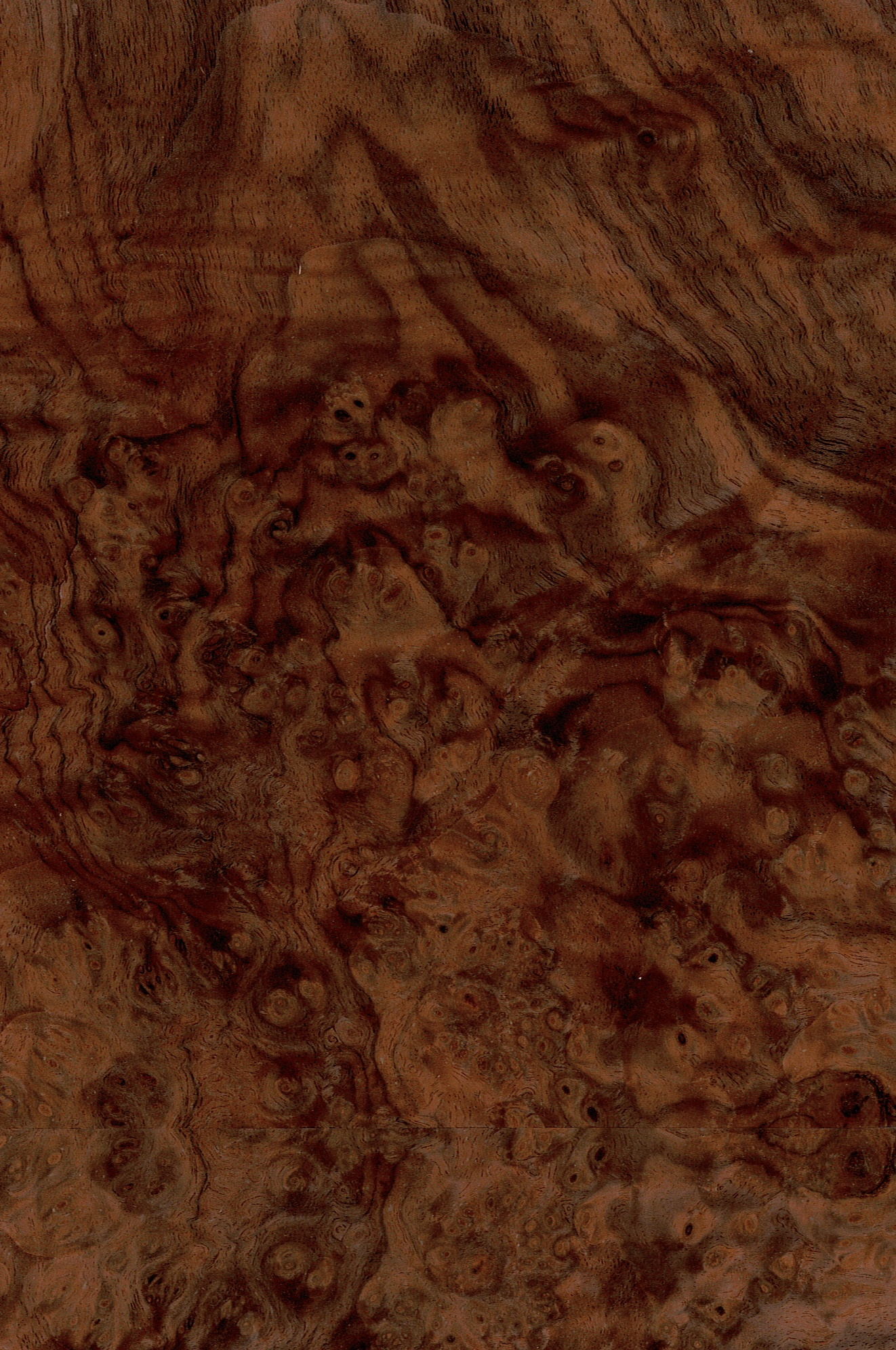
Maserfurnier einer Schwarznuss, unbehandelt

Die Schwarznuss ist ein eindrucksvoller Parkbaum, wenn er frei steht. Dann entwickelt er eine mächtige, runde Krone.
Neuerdings wird die Schwarznuss auch forstlich kultiviert.
Durch den Einsatz von Spezialknackern lässt sich die harte Schale der Früchte öffnen. Die dabei  erhaltenen Kotyledonen werden in den USA in der Konditorei und bei der Speiseeisherstellung eingesetzt. Sie sind reich an fetten Ölen und werden auch als Walnussöl verwertet.
Das schöne Holz ist sehr dekorativ, schwer, hart, sowie feinkörnig und sehr haltbar. Es ist leicht zu verarbeiten, klebt gut, verformt, schrumpft oder quillt nicht und ist gut zu polieren. Es wird im Möbelbau und Innenausbau sowie im Schiffsbau und als Furnier verwendet. Auch zum Schnitzen und Drechseln findet es Verwendung.
Die Schwarznuss wird gern als Unterlage von Walnuss-Edelsorten verwendet, da diese frosthärter ist, die veredelten Bäume kleiner bleiben und diese Unterlage besser mit schweren und feuchten Böden zurechtkommt. Nachteil ist die geringe Lebensdauer der Veredelung von nur ca. 30 Jahren.